# Гвардійський (Казахстан)
Гварді́йський (каз. Гвардейский) — селище у складі Кордайського району Жамбильської області Казахстану. Входить до складу Отарського сільського округу.
Населення — 7898 осіб (2021; 6537 у 2009, 5306 у 1999, 7780 у 1989).